# Relâchement myofascial
 (septembre 2013).
 (janvier 2016).
Le relâchement myofascial (myofascial release) est une pseudomédecine se présentant comme une forme de thérapie manuelle des tissus mous utilisée pour traiter des dysfonctionnements somatiques entraînant des douleurs et des limitations de mouvements. C'est un terme générique utilisé par nombre de thérapeutes manuels. Il utilise un geste manuel combinant une « écoute » du tissu et une action adaptée en continu afin d'obtenir un supposé relâchement du tissu myofascial. Ceci est accompli en relâchant les muscles contractés, en optimisant la circulation sanguine et le drainage lymphatique ainsi qu'en sollicitant le réflexe ostéotendineux musculaire et des fascias les recouvrant. 
L'efficacité du relâchement myofascial comme traitement pour des maladies orthopédique n'est pas avéré.